# جون دان (لاعب كريكت)
جون دان (بالإنجليزية: John Dunn)‏ (8 يونيو 1862 في أستراليا - 10 أكتوبر 1892 في تايوان) هو لاعب كريكت بريطاني (وحمل سابقاً جنسية المملكة المتحدة لبريطانيا العظمى وأيرلندا). لعب مع نادي مقاطعة سري للكريكت ‏ ونادي مارليبون للكريكت ‏.